# Авл Юний Руфин
Авл Ю́ний Руфи́н (лат. Aulus Iunius Rufinus; умер после 169 года) — древнеримский политический деятель из патрицианского рода Юниев, ординарный консул 153 года.

## Биография

### Происхождение и гражданская карьера
Авл происходил из старинного патрицианского рода Юниев; известно, что его братом являлся ординарный консул 155 года Марк Юний Руфин Сабиниан.
В 153 году Авл занимал должность ординарного консула совместно с Гаем Бруттием Презентом. В 169/170 году он находился на посту проконсула провинции Азия.

### Потомки
Дочерью Руфина была Помпония Триария, впоследствии вышедшая замуж за консула 170 года Гая Эруция Клара.